# Завальська сільська рада (Снятинський район)
| Завальська сільська рада — колишній орган місцевого самоврядування у Снятинському районі Івано-Франківської області з адміністративним центром у с. Завалля. Водоймища на території, підпорядкованій даній раді: річка Черемош. Сільській раді були підпорядковані населені пункти: - с. Завалля - с. Запруття |

## Склад ради
Рада складалася з 17 депутатів та голови.

### Керівний склад ради
| ПІБ                     | Основні відомості                                                 | Дата обрання | Дата звільнення |
| ----------------------- | ----------------------------------------------------------------- | ------------ | --------------- |
| Пупеза Петро Васильович | Сільський голова, 1958 року народження, освіта, безпартійний      | 26.03.2006   | 31.10.2010      |
| Пупеза Петро Васильович | Сільський голова, 1958 року народження, освіта вища, безпартійний | 31.10.2010   |                 |

Примітка: таблиця складена за даними джерела